# Dermott (Arkansas)
Dermott é uma cidade localizada no estado americano de Arkansas, no Condado de Chicot.

## Demografia
Segundo o censo americano de 2000, a sua população era de 3 292 habitantes.
Em 2006, foi estimada uma população de 3 442, um aumento de 150 (4.6%).

## Geografia
De acordo com o United States Census Bureau, a localidade tem uma área de 7,5 km², dos quais 7,3 km² cobertos por terra e 0,2 km² cobertos por água.

## Localidades na vizinhança
O diagrama seguinte representa as localidades num raio de 32 km ao redor de Dermott.